# Hiroshi Hirata
Pour les articles homonymes, voir Hirata.
Hiroshi Hirata est un auteur de bande dessinée japonaise, né le 9 février 1937 à Tokyo, au Japon et mort le 11 décembre 2021 au Japon d'une insuffisance cardiaque.
Il est principalement connu pour réaliser des gekiga — bande dessinée dont le contenu réaliste et violent s'adresse à un public adulte — sur la vie des samouraïs et du bushido.

## Biographie
Né à Tokyo le 9 février 1937, sa famille déménage à Nara en mars 1945 à cause des bombardements américains. Son père tient un magasin de plomberie, Hiroshi l'aide souvent en revenant tôt de l'école. Il participe au journal du collège en cachette[réf. nécessaire] ; à cette époque le manga ne l'intéresse pas, mais il apprécie les illustrations des romans historiques, surtout celles de Kiyoshi Kimata[Qui ?]. À la mort de son père en 1954, étant l'aîné de six frères et sœurs, il devient responsable de la famille et reprend le magasin familial à 17 ans.
C'est en 1958, grâce à un ami du collège rencontré dans une gare[réf. souhaitée], qu'il renoue avec le dessin et publie sa première histoire dans la revue Mazō des éditions Hinomaru Bunko (光伸書房, 日の丸文庫), intitulée Le sabre tueur d'amour et de haine (愛憎必殺剣, Aizō-hissatsuken). Il publiera six autres œuvres au cours de l'année. Par la suite, il fréquente les bouquinistes et les bibliothèques pour se documenter sur l'histoire du Japon. Un libraire de Nagoya lui parle du livre Endiguement de Hōreki (宝暦治水, Hōreki-chisui), qui raconte l'histoire des samouraïs de Satsuma.
À l’été 1965, Hirata part chercher du travail à Tokyo. En mai 1966, il se marie avec Yoshiko Kaoku.

Hirata se spécialise dans le jidai mono, le manga historique, en particulier dans les histoires de samouraïs et devient à partir de 1970 un auteur de référence du gekiga.

## Récompenses
Une exposition de ses travaux a lieu au San Diego Comic-Con International, aux États-Unis en 1978.
En 2007, le festival de bande dessinée « On a marché sur la bulle » d'Amiens lui rend hommage[Comment ?] à l'occasion de ses soixante-dix ans et de la publication de L'Âme du Kyudo aux Éditions Delcourt/Akata.
En 2013, le mangaka reçoit le Prix du ministre de l'Éducation de l'Association des auteurs de bande dessinée japonais.

## Style
Il calligraphie les onomatopées et les dialogues au pinceau, ce qui renforce leur impact et donne plus d'intensité.

## Œuvre
- 1958 : Le sabre tueur d'amour et de haine (愛憎必殺剣, Aizō-hissatsuken?)
- 1962 : Chidaruma Kenpō Onorera ni Tsugu (血だるま剣法・おのれらに告ぐ?) (Parution en anglais : Bloody Stumps Samurai, trad. par R. Holmberg, 2019 ;  (ISBN 978-1-940398-91-4)
- 1967
  - Zatoichi (座頭市?), Magazine Five (en français chez Delcourt en 2006)
  - Histoire de Nisha (二者伝, Nisha-den?)
  - Rivière de sang (血潮川, Chishio-gawa?)
- 1968
  - Misère de la voie du samouraï (武士道無惨伝, Bushido muzan den?)
  - École de sabre kazashi (Kazashi kenpō?)
- 1969 : L'Âme du Kyudo (弓道士魂, Kyudō shikon?), Magazine Five (en français chez Delcourt en 2006)
- 1970 : Soregashi Kojiki ni Arazu (それがし乞食にあらず?)
- 1972 : Épouse à vie (Shimatsu zuma?)
- 1973 : Prêteur sur vie (首代引受人, kubidai hikiukenin?)
- 1979 : Satsuma, l'honneur de ses samouraïs (薩摩義士伝, Satsuma Gishiden?), Leed (en français chez Delcourt en 2004)
- 1983 : 36 stratégies de Kuroda (黒田三十六計, Kuroda sanjûroku kei?)
- 1987 : L'argent du déshonneur (首代引受人?), Nihon Bungeisha (en français chez Akata en 2015)
- 1990 : Ma voie de père (お父さん物語, Otōsan monogatari?), Kodansha (en français chez Delcourt en 2010)
- 1993
  - Plus forte que le sabre (異色列伝 怪力の母, Kairiki no Haha?) (en français chez Delcourt en 2010)
  - La force des humbles (無名の人々 異色列伝, Mumei no Hitobito Ishoku Retsuden?), Seirin Kougeisha (en français chez Delcourt en 2008)
- 1997 : Le Nouveau prêteur sur vie (新 首代引受人, Shin Kubidai hikiukenin?)
- 2002
  - The Bakumatsu (The幕末?)
  - The Kenki (The剣鬼?)
- 2004
  - La loi du temps (剣山, Kenzan?), Shogakukan (en français chez Delcourt en 2011)
  - L'Incident de Sakai (日本凄絶史, Nihon Seizetsushi?)
- 2005
  - Hangyaku no Kamon (叛逆の家紋?)
  - Tueur! (人斬り, Hitokiri?), Magazine Five (en français chez Delcourt en 2008)
- 2006 : Katame no Gunshi (片目の軍師?)
- 2007 : Daichi Gokujō Chi Dairuma Rikishi (大地獄城,血だるま力士?)
- 2012 : Chidaruma Kenpō Fukushū, Tsunde wa Kuzushi (血だるま剣法・復讐つんではくずし?)